# Peplidium maritimum
Peplidium maritimum är en gyckelblomsväxtart som först beskrevs av Carl von Linné d.y., och fick sitt nu gällande namn av Richard von Wettstein. Peplidium maritimum ingår i släktet Peplidium och familjen gyckelblomsväxter. Inga underarter finns listade i Catalogue of Life.